# Felix Allgaier
Felix Allgaier (* 1. März 2003 in Offenburg) ist ein ehemaliger deutscher Fußballspieler.

## Karriere

### Verein
Nach seinen Anfängen in der Jugend des SV Haslach wechselte er im Sommer 2017 in die Jugendabteilung des SC Freiburg. Für seinen Verein bestritt er insgesamt 15 Spiele in der B-Junioren-Bundesliga und 16 Spiele in der A-Junioren-Bundesliga, bei denen ihm ein Tor gelang. Im Sommer 2022 wurde er in den Kader der zweiten Mannschaft in der 3. Liga aufgenommen und kam dort auch zu seinem ersten Einsatz im Profibereich, als er am 27. März 2023, dem 29. Spieltag, beim 1:1-Heimunentschieden gegen den 1. FC Saarbrücken in der 72. Spielminute für Philip Fahrner eingewechselt wurde. Ende Januar 2024 wurde sein Vertrag nach elf Drittligaeinsätzen in Freiburg aufgelöst.
Am 31. Januar 2024 unterschrieb Allgaier einen Vertrag beim FC Schalke 04 für Einsätze in der dortigen U23-Mannschaft. Dort zog er sich in seinem dritten Spiel im März 2024 eine schwere Kopfverletzung zu, die ihn zwang, seine Karriere im Mai 2025 zu beenden.

### Nationalmannschaft
Allgaier bestritt im März 2019 ein Spiel für die deutsche U16-Nationalmannschaft gegen die italienische U16-Nationalmannschaft.